# Lwówecki Zameczek
Lwówecki Zameczek – dom mieszkalny w Lwówku Śląskim wybudowany pod koniec XIX wieku w stylu neogotyckim. Willa ta została zaprojektowana w stylu średniowiecznego zamku obronnego. Budynek ten znajduje się pod adresem Kamienna 3.

## Informacje

### Historia
Pomysłodawcą i fundatorem tej inwestycji był właściciel pobliskiego kamieniołomu piaskowca usytuowanego na końcu obecnej ulicy Kamiennej.

### Charakterystyka
Wejścia na teren posiadłości strzegą kolumny pozostałe w miejscu dawnej bramy. W kolumny te wkomponowano płaskorzeźby z wizerunkami antycznych wojowników.
Większość budynku została wykonana z cegły.  Na północnej fasadzie willi znajduje się kamienny balkon, z którego rozciągała się panorama na całe miasto. Od wschodniej strony budynku, nad głównym wejściem, umiejscowiony jest duży, drewniany, neogotycki balkon, wsparty na prostych, czworokątnych kolumnach.
Ściany szczytowe budynku ozdobiono blankami. Najwyższym punktem zameczku jest cylindryczna wieża charakteryzowana na obronną, która wraz z mniejszymi wieżyczkami jest zakończona gotyckimi blankami.
W skład posiadłości wliczany jest również położony kilka metrów od willi budynek gospodarczy - również w stylu neogotyckim.

## Ciekawostki
- W pobliżu zameczku przepływa potok Płóczka;
- Obiekt niemal w niezmienionej formie przetrwał do czasów współczesnych.